# Arabis collina
Arabis collina Ten. es una especie de planta herbácea de la familia de las brasicáceas.

## Distribución geográfica
Es nativa de la región del mediterráneo occidental. En España en las Islas Baleares en Mallorca y Menorca.

## Hábitat
Crece en peñas y lugares pedregosos 

## Descripción
Es una hierba que en las Islas Baleares vive en las fisuras de las rocas de la montaña mallorquina. Tiene una roseta de hojas basales que se encuentran fuertemente aplicadas al suelo, son anchas y con el margen irregularmente dentado. La inflorescencia es muy alargada, con un racimo de pequeñas flores blancas; los frutos (silicuas) crecen erectos y aplicados al tallo; este carácter y la roseta de hojas la identifican con claridad. Sólo puede confundirse con Arabis hirsuta, pero esta especie tiene las flores más pequeñas (pétalos menores de 6 mm) y la inflorescencia con muchas flores (más de 20). Florece al final de la primavera.

## Taxonomía
Arabis collina fue descrita por  Michele Tenore y publicado en Flora Napolitana 39. 1811.
Etimología
Arabis: nombre genérico que deriva de la palabra griega  usada para "mostaza" o "berro", y la palabra griega para Arabia, quizás refiriéndose a la capacidad de estas plantas para crecer en suelos rocosos o arenosos.
collina: epíteto latino que significa "en las colinas".
Sinonimia
- Arabis collina var. balearica (Porta) O.Bolòs & Vigo
- Arabis muralis var. balearica Porta
- Arabis muralis Bertol.
- Arabis muricola Jord.[4]
- Arabis incana Willd. ex Steud.
- Arabis minor Vill.
- Arabis muralis var. rosea (DC.) Thell.
- Arabis rosea DC.
- Erysimum collinum (Ten.) Kuntze[5]